# Approval Plan
Ein Approval Plan bezeichnet im Bibliothekswesen den Prozess der automatisierten Auswahl und Erwerbung von Medien.
Diese typischen Aufgaben von Bibliotheken werden im Zuge eines Approval Plans in die Verantwortung des Lieferanten übertragen. Ein Approval Plan stellt somit eine Form des Outsourcing dar. Den ersten Approval Plan entwickelte der US-amerikanische Buchhändler Richard Abel im Jahr 1962. Seither haben sich Approval Pläne besonders im Bibliothekswesen der USA etabliert.

## Ziele
Bibliotheken setzen Approval Pläne zur Effizienzsteigerung im Beschaffungsmanagement ein. Durch das Outsourcing sollen die Lieferzeiten verkürzt, Personalkapazitäten verlagert und nicht zuletzt die Bilanz der Bestandentwicklung optimiert werden: „Die Erwerbungsstückkosten je Titel sinken überproportional.“ Approval Pläne sollen die Bibliotheken auch darin unterstützen, die mit der Verbreitung digitaler Medien verbundenen Anforderungen im Sinne des Information Lifecycle Management zu erfüllen. Idealerweise gehen dem Einsatz eines Approval Plans umfangreiche Rationalisierungsmaßnahmen der bestehenden Organisationsformen und Arbeitsabläufe voraus.

## Methodik
Basis jedes Approval Plans ist das Erwerbungsprofil. Hierin sind z. B. Autoren, Werktypen und Fachgebiete vermerkt, die für die jeweilige Auftrag gebende Bibliothek besonders relevant sind. Auch wirtschaftliche Rahmenbedingungen können Eingang in das Profil finden, so dass etwa ein festgelegtes Budget für Literaturbeschaffung und Bestandsaufbau nicht überschritten wird. Je genauer ein Profil definiert ist, desto passender können die daraus abgeleiteten Anschaffungsempfehlungen sein. Erwerbungsprofile sind dynamische Elemente. Veränderungen in der thematischen Ausrichtung der Bibliotheken müssen kontinuierlich eingepflegt werden.
Die zweite Voraussetzung für einen Approval Plan ist eine laufend aktualisierte Publikationsdatenbank. Neuerscheinungen der Verlage müssen gesichtet und entsprechend den standardisierten Vorgaben der Austauschformate des Buchhandels (ONIX- und MARC21) katalogisiert werden. Diese Aufgaben setzen auf Seiten des Lieferanten besonders geschultes Personal voraus, z. B. Fachredakteure für spezielle Themengebiete.
Der Approval Plan wird aus einem Abgleich dieser Datenbank mit dem Erwerbungsprofil der Bibliothek generiert. Je nach technischer Umsetzung wird auch der aktuelle Medienbestand der Bibliothek in den Abgleich mit einbezogen, um die Bestellung von Dubletten auszuschließen.
Inwiefern die Bibliothek in den weiteren Auswahl- und Bestellprozess mit einbezogen wird, hängt vom Typ des Approval Plans ab.

## Typen von Approval Plänen
Man unterscheidet zwischen voll- und semi-automatisierten Approval Plänen. Im ersten Fall, dem vollautomatisierten Approval Plan, handelt es sich um die traditionell in den USA praktizierte Variante. Buchbestellung und -lieferung erfolgen automatisch, ohne dass die Bibliothek die Titelempfehlungen zuvor bestätigt hat. Voraussetzung ist die Möglichkeit, Remittenden unkompliziert zurückgeben zu können.   Dem gegenüber werden beim semi-automatisierten Approval Plan die Anschaffungsempfehlungen der Bibliothek zur Auswahl vorgelegt, bevor eine Bestellung ausgelöst wird. Die Selektion kann anhand einer gedruckten Liste erfolgen, moderner auch über ein Webinterface.

## Akzeptanz in Deutschland
In Deutschland fürchten manche Fachreferenten an Bibliotheken, dass durch einen Approval Plan ihre Kompetenzen und Zuständigkeiten im Erwerbungsprozess beschnitten werden könnten. Sie wollen nicht akzeptieren, „dass der Approval-Plan-Lieferant auf Grundlage des Erwerbungsprofils eine Vorentscheidung über die Titelauswahl trifft und der Fachreferent „nur noch“ die Ansichtslieferungen in Augenschein nimmt“. Mit dem Outsourcing traditioneller Betätigungsfelder von Fachreferenten stünden deren Arbeitsplätze zur Disposition.
Demgegenüber wird vor dem Hintergrund ohnehin sinkender Personalkapazitäten auch gegenteilig argumentiert. So kann ein Ziel des Outsourcing gerade darin bestehen, „Bibliothekare für bislang nicht wahrgenommene Aufgaben freizusetzen, die von den qualitativen Anforderungen in der Regel mindestens so hoch einzuschätzen sind wie die bisherigen“
Auch im Bereich der Medienbearbeitung (gehobener und mittlerer Dienst bzw. Diplombibliothekare/FaMI) ist durch den Einsatz von Approval Plans großes Rationalisierungspotenzial vorhanden, u. a. durch die Automatisierung der Vorakzession, Erleichterung der Bestellung, Austausch von Bewegungsdaten usw.
Die Synergieeffekte können genutzt werden, um das Leistungsspektrum der Bibliotheken auszuweiten und sie hierdurch einem geänderten Nutzerverhalten anzupassen.